# National Solar Observatory
O National Solar Observatory é o programa de pesquisa científica líder (nos Estados Unidos) em astronomia solar, tem como missão, providenciar um conhecimento avançado do sol, enquanto objecto astronómico e também como a fonte que mais influencia e condiciona a vida terrestre.
Com sede na universidade do Colorado em Boulder possui dois centros de pesquisa, localizados em Sacramento Peak, no Novo México e em Kitt Peak no estado do Arizona.

## Missão
Centralizar e providenciar acesso científico à informação recolhida em detalhe, pela maior colecção de telescópios ópticos, de infravermelhos e instrumentos auxiliares, bem como levar a cabo pesquisa teórica e observacional focada no entendimento da variabilidade solar e o seu impacto no espaço circundante e na vida terrestre. Cumulativamente são asseguradas visitas públicas em geral ou a grupos, procurando assim massificar e impulsionar o conhecimento da nossa estrela.